# Hydropsyche lundaki
Hydropsyche lundaki is een schietmot uit de familie Hydropsychidae. De soort komt voor in het Palearctisch gebied.